# ألبرت باتو
ألبرت باتو (بالفرنسية: Albert Batteux)‏، من مواليد 2 يوليو 1919 في ريمز في فرنسا وتوفي في 28 فبراير 2003 في مي لان في فرنسا، لاعب كرة قدم فرنسي سابق، ومدرب كرة قدم فرنسي سابق.

## الاندية والمنتخب
- لعب مع نادي ستاد ريمز منذ عام 1937 وحتى عام 1950.
- لعب مع منتخب فرنسا لكرة القدم منذ عام1948 وحتى عام 1949، وشارك في 8 مباريات وسجل هدف واحد.

## التدريب
بدأ مسيرته التدريبية مع نادي ستاد ريمز في عام 1950، ودربهم حتى عام 1963، وفي تلك الفترة درب منتخب فرنسا لكرة القدم، ودربهم منذ عام 1955 وحتى عام 1962، وفي عام 1963 انتقل إلى تدريب نادي غرينوبل ودربهم حتى عام 1967، وفي عام 1967 انتقل إلى تدريب نادي سانت إتيان، ودربهم حتى عام 1972، وفي عام 1979 درب نادي نيس، وفي موسم 1980/1981 درب نادي مارسيليا.

## روابط خارجية
- ألبرت باتو على موقع قاعدة بيانات كرة القدم.إي يو (الإنجليزية)
- ألبرت باتو على موقع ناشيونال فوتبول تيمز (الإنجليزية)